# Кіт Флінт
Кіт Чарльз Флінт (англ. Keith Charles Flint, 17 вересня 1969, Брейнтрі, Ессекс, Велика Британія — 4 березня 2019, Ессекс, Велика Британія) — англійський співак і танцюрист, найбільш відомий як вокаліст гурту The Prodigy. Флінт виконував основну партію у найуспішніших синглах The Prodigy — «Firestarter» і «Breathe», які були випущені у 1996 році. Був також відомий як власник та менеджер команди з мотоциклетного спорту — Traction Control, мотоциклами якої є Yamaha YZF-R6.

## Ранні роки
Флінт народився у Редбриджі, Лондон та ріс у східному Лондоні, а в середині 1970-х років разом з батьками переїхав до Спрігфілда, графство Ессекс. Кіт відвідував школу у Челмсфорді, але залишив її і переїхав до Брейнтрі, де він зустрів Ліама Хаулетта у клубі Барн.

## Музична кар'єра

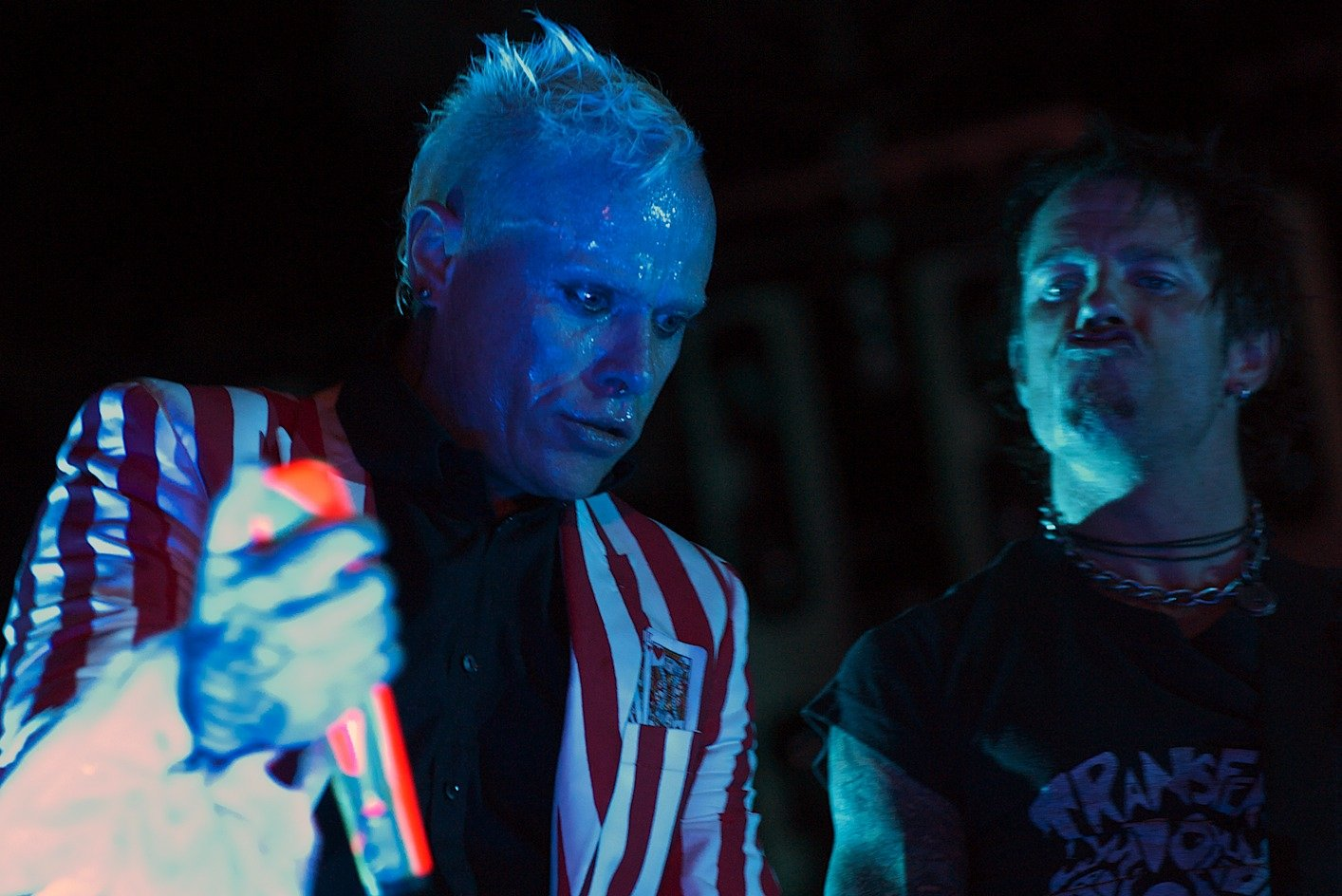
Флінт з гітаристом The Prodigy Робом Голлідеєм

В кінці 80-х років Флінт зустрів Ліама Хаулетта в клубі у місті Брейнтрі і одразу висловив своє захопленням його музичним смаком. Після прослуховування касети з міксами Ліама, Кіт був у захваті та одразу став наполягати, що Ліам мусить крутити свою музику зі сцени, а сам Кіт, разом зі своїм другом Ліроєм Торнгіллом будуть на сцені під неї танцювати.
Спочатку роль Флінта у гурті The Prodigy обмежувалася танцями, але у 1996 році він заспівав у пісні «Firestarter». На відеокліпі до пісні Кіт продемонстрував свій панковий стиль. Цей тренд продовжився і з піснею «Breathe», де Флінт був головним вокалістом. У 1997 році, коли вийшов новий альбом гурту під назвою «The Fat of the Land» голос Флінта звучав у треках «Breathe», «Serial Thrilla», «Fuel My Fire» і «Firestarter». У 2002 році його вокал був головним на синглі «Baby's Got a Temper». У наступному альбомі гурту «Always Outnumbered, Never Outgunned» вокалу Флінта не було задіяно.
У наступному альбомі «Invaders Must Die» голос Флінта звучав у багатьох треках, серед яких «Take Me to the Hospital», «Omen», «World's On Fire», «Run with the Wolves» і «Colours».
Флінт експериментував з кількома соло проектами, найуспішнішими серед яких були «Flint» і «Clever Brains Flyin'».

## Особисте життя
Флінт зустрічався з кількома відомими дівчатами, серед яких були співачка Джентіна та телеведуча Гейл Портер.
На піку популярності у 90-х Флінт був відомим у англійській пресі своїми татуюваннями і пірсингом. Тоді він зізнався, що найболючіше його тату було слово «Inflicted» на животі, яке придумав Ліам Хаулетт.
У 2014 році Кіт купив та оновив паб The Leather Bottle у м. Плеші, Ессекс.

## Мотогонки
Флінт — був завзятим мотогонщиком. Він також володів мотогоночною командою Team Traction Control, яка бере участь у британському чемпіонаті.

## Смерть
Останній виступ Флінта у складі The Prodigy відбувся 5 лютого 2019 року на Trusts Arena у місті Окленд, Нова Зеландія. 2 березня 2019 року він взяв участь у забігу Паркран Челмсфорд третій тиждень поспіль та встановив особистий рекорд подолання дистанції.
4 березня 2019 року співака знайшли мертвим у його будинку у місті Данмау в графстві Ессекс у віці 49 років. За словами засновника групи Prodigy Ліама Гаулетта Кіт Флінт покінчив життя самогубством: «Всі новини — це правда. Я не можу повірити, в те що кажу це, але наш брат Кіт наклав на себе руки цього вікенду».
Джерело таблоїда «Сан» повідомило, що суїцид спровокував стрес від розлучення та надто — від процесу розділу майна з колишньою дружиною, японкою Маюмі Каї (DJ Gedo Super Mega Bitch). Музикант був змушений продавати нерухомість: перед смертю він виставив на продаж родинний будинок у графстві Ессекс за £1,5 млн.
Після смерті Флінта багато артистів з індустрії музики вшанували його пам'ять. Більшість людей відзначало його добрий темперамент, ввічливість та щедрість, що контрастувало з його енергійною та часто агресивною поведінкою на сцені.
Похорони відбулись 29 березня 2019 року. Попрощатись з артистом прийшло багато фанатів, розтягнувши процесію на 1,5 кілометри.
8 травня 2019 року коронери оголосили, що у них недостатньо доказів, щоб стверджувати, що Флінт покінчив життя самогубством.

### Творча спадщина
Після смерті Флінта у соціальних мережах було запущено хеш-тег Firestarter4Number1, метою якого було довести трек «Firestarter» до першої сходинки UK Singles Chart та звернути увагу до проблеми самогубств чоловіків у Великій Британії.
У червні 2019 року дизайнерка Донателла Версаче присвятила Флінту показ чоловічої моди у Мілані сезону весна/літо 2020. Версаче, яка була давньою подругою артиста, одягнула чоловічих моделей у його стилі.